# Beleg van Antwerpen (1584-1585)
Het Beleg van Antwerpen tijdens de Tachtigjarige Oorlog begon op 3 juli 1584, duurde veertien maanden en eindigde op 17 augustus 1585 met wat de Val van Antwerpen wordt genoemd, die een eind bracht aan de Gouden Eeuw van Antwerpen. Antwerpen werd tijdens het beleg geleid door Filips van Marnix van Sint-Aldegonde in de strijd tegen het reguliere leger onder leiding van Alexander Farnese, hertog van Parma.

## Aanloop
In 1576 sloot Antwerpen zich aan bij de gewesten die zich tegen de Spaanse koning hadden verenigd bij de Pacificatie van Gent. Het jaar daarop kwam er een sterk calvinistisch bewind in de stad aan de macht dat zich zelf de Antwerpse Republiek noemde, deze stond onder leiding van buitenburgemeester Filips van Marnix van Sint-Aldegonde. In die periode van radicalisering was het katholicisme officieel verboden. Op 29 juli 1579 ging de stad ook deel uitmaken van de Unie van Utrecht. De grootste Nederlandse stad, met in die tijd meer dan 100.000 inwoners, werd daardoor de hoofdstad van de Nederlandse opstand. In 1583 verbleef Willem van Oranje tijdelijk in Antwerpen met zijn hofhouding.
In 1582 was de hertog van Parma, Alexander Farnese, landvoogd van de Zeventien Provinciën geworden als opvolger van Juan van Oostenrijk. De moeder van Farnese, Margaretha van Parma, was ook al landvoogdes geweest, van 1559-1567. Farnese was een uitstekend strateeg en had een plan bedacht om de Vlaamse en Brabantse steden af te sluiten van hun exportgebied. Dit wilde hij bereiken door de kustgebieden en de Scheldemonding te veroveren. Hij had in de jaren 1583-1584 al veel steden opnieuw in handen gekregen. Op 3 juli 1584 begon de omsingeling van Antwerpen.
Begin zomer had Willem van Oranje van zijn spionnen voorkennis gekregen van een ophanden zijnd beleg van Antwerpen. Het was belangrijk voor hem dat Antwerpen voor de staatsen behouden zou blijven. Hij nodigde Filips van Marnix van Sint-Aldegonde en griffier Martine uit om zogenaamd de doop van zijn jongste zoon bij te wonen. Tijdens de ontmoeting verzekerde hij de Antwerpenaren dat hij binnen twee maanden de stad zou komen ontzetten mocht zij belegerd worden. Willem van Oranje gaf opdracht om de dijken van Blauwgaren en Kouwenstein te vernielen, zodat de staatse vloot via de overstroomde gebieden Antwerpen kon bereiken. Parma zou daardoor verhinderd worden om schansen aan te leggen, en het zou het leger van Vlaanderen buitendijks houden. Ondanks het feit dat Aldegonde de noodzaak van dit plan beklemtoonde was er grote weerstand vanuit het Vleeshouwersgilde, omdat er weiden verloren zouden gaan (zoals de Borgerweert op de Linkeroever en de Kattendijk bij Oosterweel) waarop jaarlijks wel twaalfduizend ossen vetgemest werden. 
Intussen werd begonnen met de bouw van de verdedigingswerken. Er werden verscheidene schansen opgeworpen langs de Schelde: de St. Antheunisschans op het Vlaams Hoofd, te Burcht, aan het Melkhuis en aan het Tolhuis, en aan de zuidkant onder de stad de Austruweelseschans en de Boerenschans. Het beste punt om de polders onder water te zetten, was volgens Hendrik T'Serraets aan de samenloop van de Kouwensteinse- en Scheldedijk, waar hij zijn kasteel had. Het protest daartegen was echter groot, zodanig zelfs dat T'Serraets de stad moest verlaten en hij zijn heil bij Parma ging zoeken en hem zijn diensten aanbood. Parma beloonde hem later bij de overgave van de stad met het Markgraafsambt. Om het samenspannen met Spanje in de kiem te smoren kondigde de prins van Oranje op 22 juni een edict af, daarin werd met zware straffen gedreigd voor ieder die met de (Spaanse)koning of de koningsgezinden samenwerkte of onderhandelde.

## Beleg

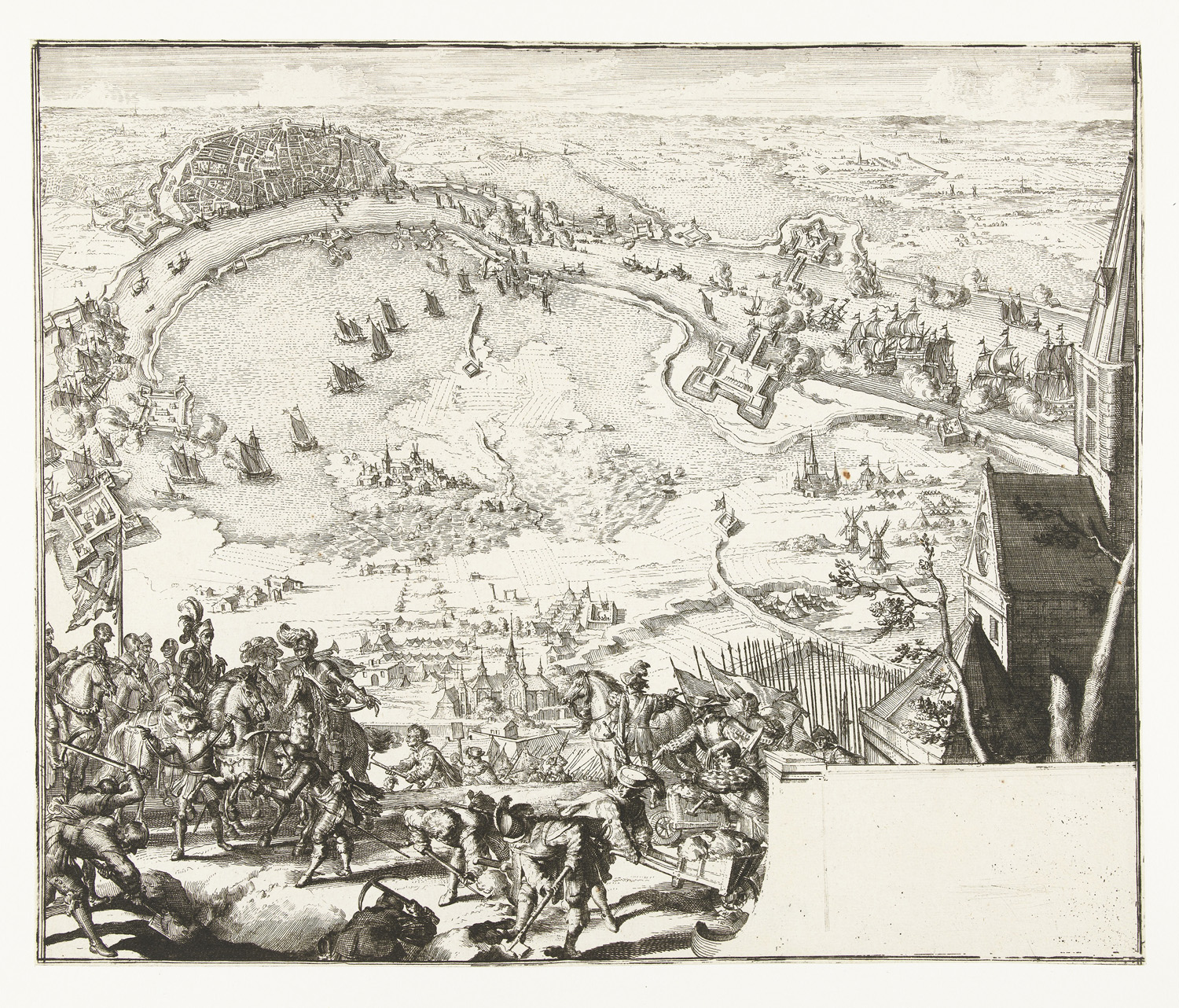
Parma zet de eerste schop in de grond, op de achtergrond de nog niet voltooide schipbrug, Filips van Marnix pleegt met schepen een aanval op de werkzaamheden

Als eerste werd de route tussen Antwerpen en Dendermonde afgesloten; opdracht hiertoe kreeg Antonio Olivera die ter hoogte van een brug een nieuw fort moest bouwen, zodat de handel tussen Gent, Dendermonde en Antwerpen afgesneden zou zijn. Om de Brusselse vaart te beheersen, zond Parma een andere afdeling naar Willebroek om daar een schans aan de Schelde in te nemen. Beveren werd versterkt, het dorp Kallo werd ontruimd en bezet.

### Insluiting
Parma had intussen bedacht wat de beste manier zou zijn om Antwerpen te bemachtigen: de toevoer afsnijden en de stad uithongeren. Op 3 juli werd begonnen met het afsluiten van Antwerpen. Het leger werd gesplitst. Vijfduizend man onder de markies van Rijsburg nam positie tegen Liefkenshoek, zevenduizend man onder leiding van Mansfeld en Mondragon tegen de vesting. (Volgens Strada waren het vierduizend en vijfhonderd man voetvolk en acht vendels ruiters, die werden toegevoegd aan Mondragon, bij Rubaes drieduizend man voetvolk en vier vendels ruiters.) Mansfeld en Mondragon trokken bij Kruibeke de Schelde over, hoewel het Zeeuwse admiraalsschip dit tevergeefs probeerde te verhinderen. Een deel moest de schansen Lillo en Liefkenshoek veroveren. De eerste bestorming van Liefkenshoek werd door de verdedigers afgeslagen, bij de tweede poging werd een krijgslist gebruikt. Op 10 juli werden enkele hooiwagens onder de wallen gebracht en in brand gestoken. Door de rook waren de verdedigers niet in staat om zich op de wallen te begeven en de schans kon worden ingenomen. Iedereen binnen de wallen werd doodgeslagen. Op dezelfde dag werd Willem van Oranje doodgeschoten. Omdat zijn oudste zoon in Spaanse handen was werd de tweede zoon prins Maurits benoemd als zijn opvolger. 
De volgende dag werd ook Doel bezet, 15 juli Zwijndrecht, op 17 juli Herentals. Het deel van het leger onder leiding van Mondragon was intussen naar Lillo opgerukt. Binnen deze schans lag een Frans vendel met een honderdtal Antwerpse gildebroeders, later versterkt met vier Schotse vendels onder Henry Balfour. De koningsgezinden hadden een bres geschoten. Ze stonden op het punt hun bestorming in te zetten, toen de verdedigers binnen de schans een mijn te vroeg lieten ontploffen.  Ze leden door dit ongeluk veel verliezen, waaruit de koningsgezinden voordeel haalden. Desondanks werd er zo fel verdedigd dat het Mondragon nog drie weken tijd kostte om de schans in te nemen.

### Doorsteken van dijken, komst Frederico Gianibelli

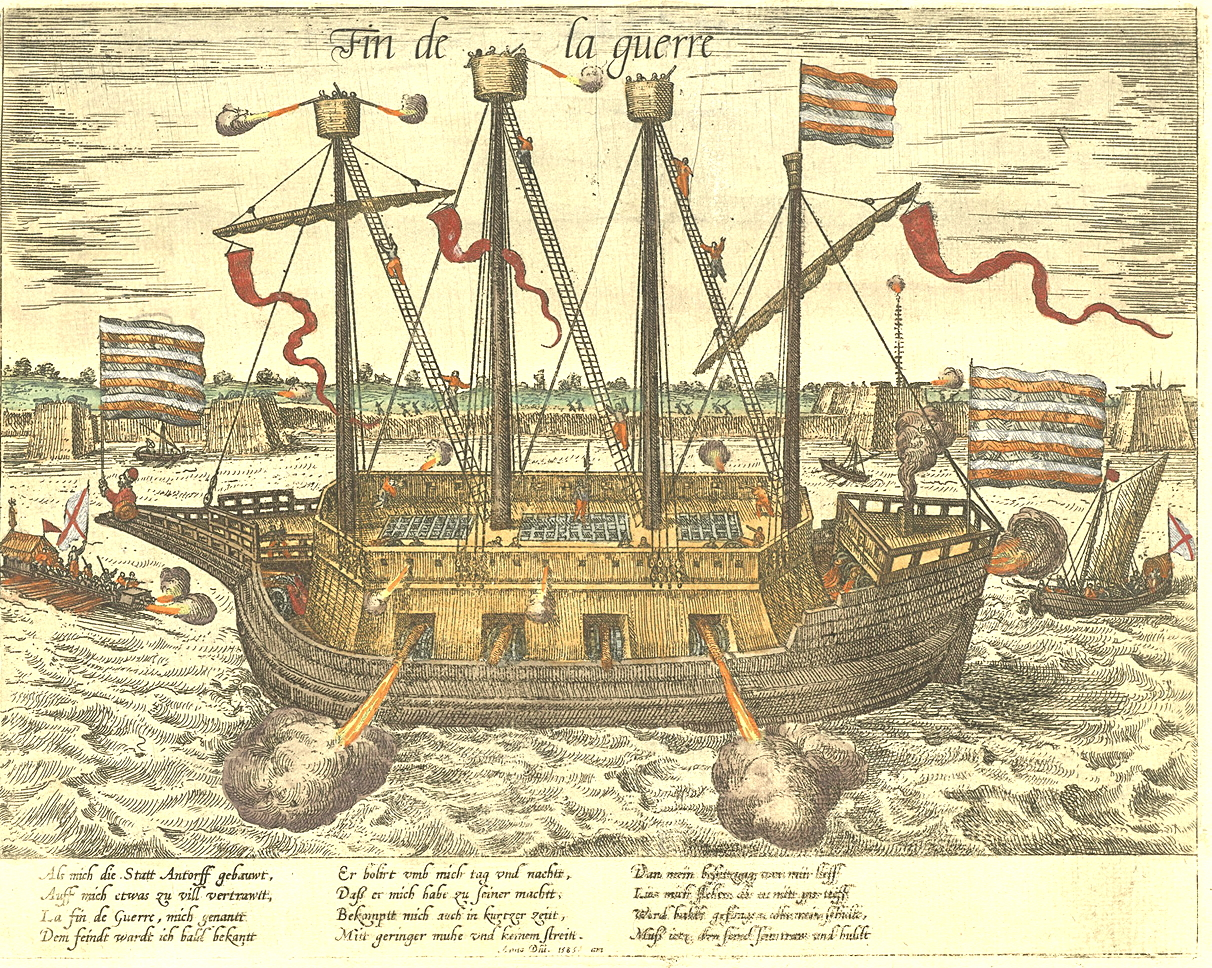
Fin de la guerre, het ramschip

De vleeshouwers gingen overstag en gaven eindelijk hun toestemming om de polders blank te zetten, Mondragon had de wegen rondom de dijken echter al bezet. Ondanks het edict dat sinds 17 juli van kracht was, verlieten dagelijks tientallen gezinnen Antwerpen om elders het geluk te zoeken. Het edict verbood nochtans om zonder toestemming de stad te verlaten op straffe van onteigening van goederen en hoge geldboetes. Op 26 juli vertrokken veel burgers naar Zeeland.
Op 10 augustus werd Oorderen ingenomen en kort daarna de Boerenschans. Op 17 augustus viel Dendermonde, op 19 augustus twee blokhuizen rondom Willebroek, op 20 augustus het kasteel Grimbergen, op 4 september Vilvoorde, op 17 september Gent. Eerder, sinds april, hadden Ieper, Brugge en andere Vlaamse steden zich overgegeven. Antwerpen raakte steeds meer afgesloten. Intussen had Parma het grof geschut in Beveren bij elkaar verzameld. 
Te Antwerpen bood Frederico Gianibelli, een Italiaanse uitvinder, zijn hulp aan. Hij bedacht allerlei uitvindingen zoals branders, een drijvend kasteel, maar ook onbemande vaartuigen die weerbaar moesten zijn onderweg als Spaanse aanvallers ze wilden belagen. Een constructie met kruitvaatjes die rondom het onbemand schip hingen, moest ervoor zorgen dat om het half uur een vaatje ontplofte: genoeg afschrikking om niemand het schip te doen naderen. 
Een ander idee was de invoering van een honderdste penning, met de opbrengst daarvan (zesendertig tonnen goud) zou dan in Holland levensmiddelen gekocht kunnen worden ten bate van iedereen. Er werd echter een andere optie genomen: iedere inwoner moest voor zichzelf twee jaar aan voorraden in huis hebben. Spijtig genoeg kochten rijke burgers te schaars in, ze vreesden immers dat men in tijden van nood, de voorraden toch weer bij hen zou komen weghalen.. Van Meteren is ervan overtuigd dat het anders had kunnen lopen en dat de stad niet in handen van de Spanjaarden had moeten vallen. De gemeenteraad had namelijk een maximumprijs voor graan opgelegd, die was zo laag waardoor dat het vele bevoorradingsschepen had afgeschrikt. Zonder maximum graanprijs was er meer graan naar de stad gekomen, en met een grotere voedselvoorraad had de bevolking veel langer standgehouden. Farnese zou niet genoeg geld en niet genoeg voedsel gehad hebben om de omsingeling veel langer aan te houden. Dit ziet Van Meteren dan ook als de grootste fout van de Antwerpenaren: onvoldoende voedselvoorraad inslaan wanneer het de kans had.

### Parma's schipbrug

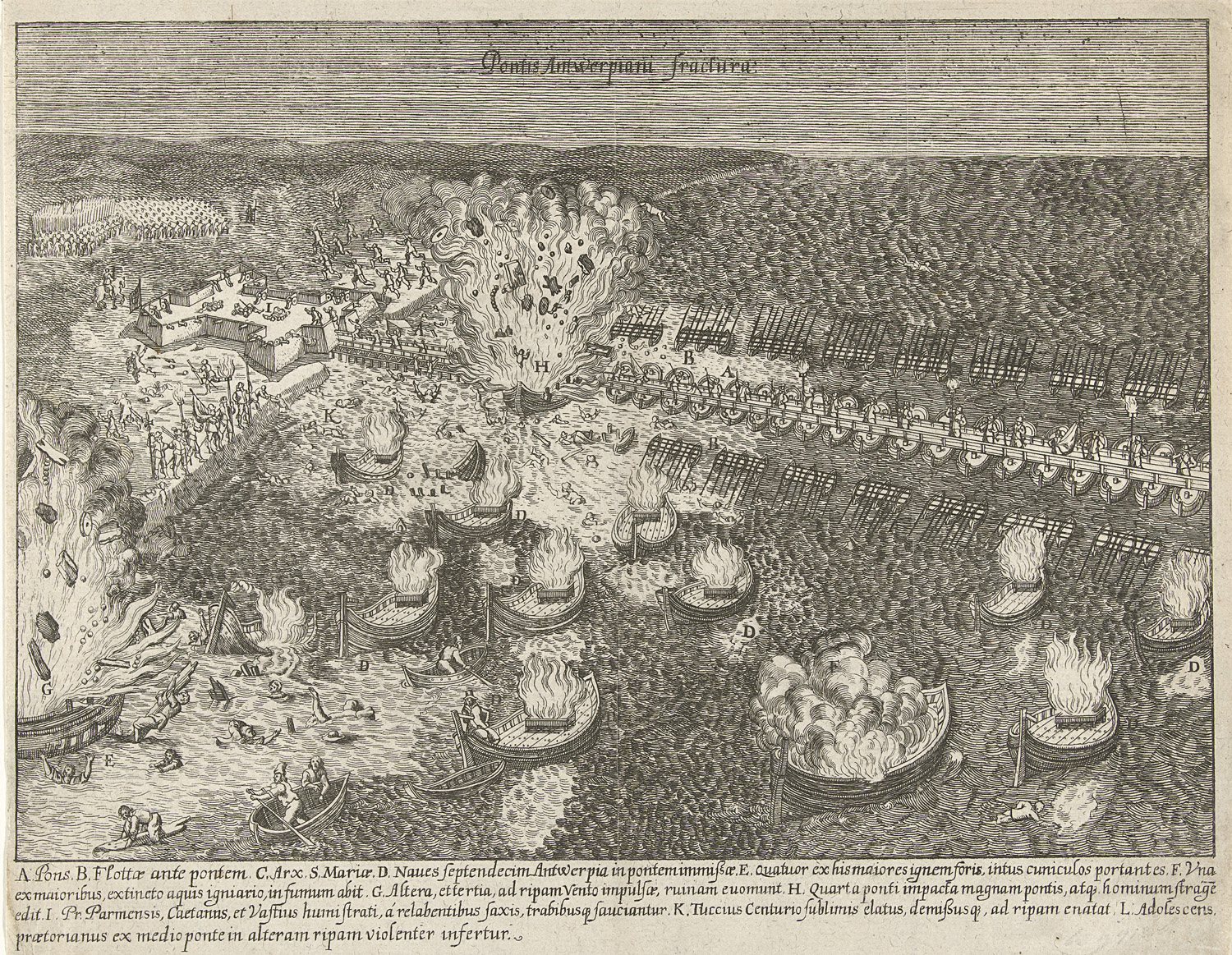
Aanslag op Parma's brug

In oktober vestigde Parma zijn hoofdkwartier te Beveren, de insluiting van Antwerpen was bijna voltooid met het innemen van alle omliggende steden en dorpen. Behalve het water. Binnen Antwerpen dacht men niet aan de optie van een brug. Het zou zelfs onmogelijk zijn werd er gedacht. Honderd timmerlieden, zeshonderd sappeurs, moesten tweeëntwintig in beslag genomen pleiten uit Dendermonde verbouwen tot een brug. De brug zou tussen twee forten komen, genaamd Philips- en Mariaschans. Een derde schans onder Lillo dekte de Kouwensteinsedijk. Op 10 oktober werd tevergeefs door Aldegonde persoonlijk geprobeerd dit te verhinderen, het kostte kapitein Peter de Bakker het leven. 
Enkele voorname burgers in Antwerpen wilden in onderhandeling gaan met Parma. Deze werden als verraders opgesloten. Ze werden berecht en moesten, als afschrikking voor anderen met gelijke gedachten, hoge geldboetes betalen. Farnese had van zijn spionnen vernomen over de moeilijke sfeer binnen de stad, en achtte de tijd rijp om de stad op te eisen. Op 13 november zond hij een beleefde brief aan de wethouder. Er werd even beleefd geantwoord dat men de vijandelijkheden zou staken als Parma dat ook zou doen, en 'vrijheid van geweten' zou toezeggen. Parma stuurde nog een brief op 10 december, maar kreeg daarop geen antwoord meer.
De Spanjaarden legden een 730 meter lange schipbrug (brug van schepen) over de Schelde. Het barricadeerde de Schelde. Na de voltooiing in februari 1585 kon de uithongering van de stad beginnen. Alle pogingen vanuit de stad zelf (met buskruit geladen zogenaamde mijnen) en vanuit Zeeland om de schipbrug op de rivier te doorbreken mislukten.

### Aanslagen op Parma's brug

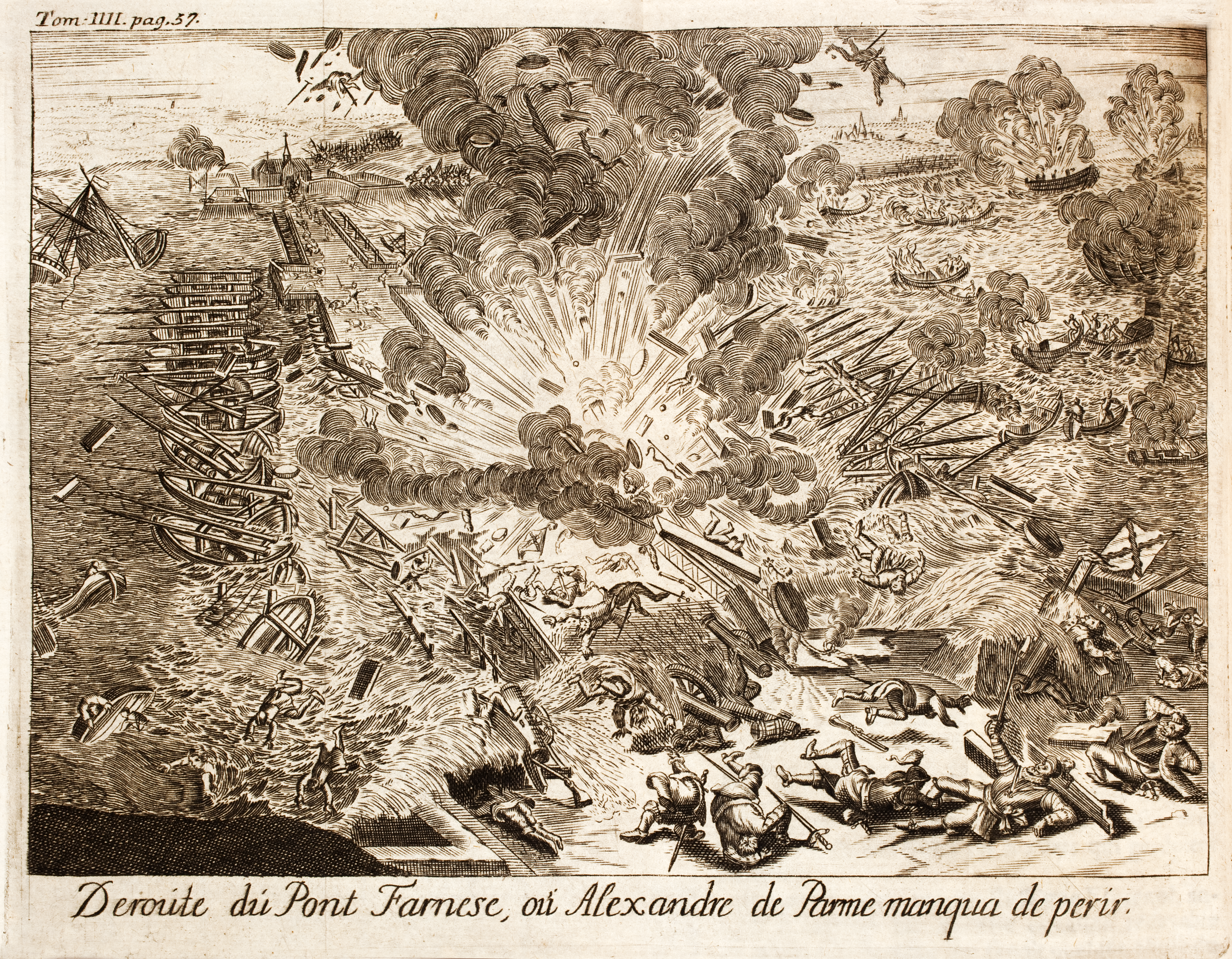
Parma kwam bijna om bij de aanslag op zijn pontonbrug, Famiano Strada: Histoire de la guerre des Païs-Bas, 1727

De stad was door een grote schipbrug geblokkeerd voor de scheepvaart. In april ondernamen de Antwerpenaren een poging ze op te blazen met de mijnschepen "Fortuin" en "Hoop". Dertienhonderd mensen (vriend en vijand) kwamen bij de enorme explosies om het leven. De koningsgezinden keken gebiologeerd naar de schitterende lichtjes van de vaartuigen, de brug stroomde vol met toeschouwers die met een mengeling van verwondering, blijdschap en angst toekeken. De Schelde was door de branders prachtig verlicht, het schijnsel van harnassen en vaandels gaf een mooi effect. Toen de soldaten zagen dat de branders een voor een doofden, verdween de vrees. Ze verbaasden zich over de onderneming, sommige beschimpten zelfs de staatsen, er werden soldatengrapjes gemaakt over de mislukte onderneming. Strada schrijft: "Aangezien dat er bij heugenis van alle eeuwen niets verschrikkelijkers gehoord is" en vervolgt: "Het dodelijke schip barstte met zo'n afgrijselijke knal dat het leek alsof de hemel naar beneden kwam vallen, het onderste werd gemengd met het bovenste. Zelfs de aardbol leek te sidderen. Na het bliksemen en donderen viel er een stortregen van kogels, er volgde een zonderlinge neerslag dat niemand zou geloven dat het gebeuren kon, als het niet gebeurd was." Hij vervolgt met: "De Schelde wonderbaarlijk opgapende scheen eerst de diepten van haar grond te ontbloten, sloeg daarna over de dijken, de beweging van de springende aarde strekte 9000 stappen uit"
Er werden tot op een afstand van tien kilometer nog grote stenen gevonden, diep ingeslagen in de grond, die van de explosie afkomstig waren. Slachtoffers waren "gelijk als licht kaf door de lucht" gevlogen. Een hopman uit de Mariaschans overleefde op wonderbaarlijk wijze: hij werd uit zijn schans geblazen, bleef een tijdje in de lucht, viel in de Schelde, wist in het water zichzelf te ontdoen van zijn harnas en wist levend en wel naar de oever te zwemmen. Een jonge soldaat die dienstdeed bij de lijfwachten van Parma, werd van Vlaanderen naar Brabant geblazen. Hij raakte slechts lichtgewond aan zijn schouder. Hij verklaarde: "Opgetild te zijn, daarna over de stroom gevlogen te zijn als een kogel die uit een fors kanon geschoten was". Algemeen waren de koningsgezinden het er over eens: dit wapen kon niet door mensen gemaakt zijn, maar moest duivelswerk zijn. Het dodelijke vuur kon niet anders dan hellevuur zijn. Een sergeant maakte melding van achthonderd doden, zonder de gewonden mee te rekenen, waarvan velen hun ledematen kwijtraakten. Ondanks de enorme explosie raakte de brug niet zwaar beschadigd. Parma's werklieden wisten de schade in drie dagen tijd te herstellen.
Op 28 mei voer het monsterschip Finis Bellis of Fin de la guerre (Latijn en Frans voor 'einde van de oorlog'; de Spanjaarden gaven het de naam "Carantamaula") tegen de dijk te pletter in plaats van de schipbrug te vernietigen, hoewel andere bronnen melding maken dat het schip vastliep aan de grond. Er werd van alles geprobeerd om de barricade te doorbreken, maar het mocht niet baten. Uiteindelijk ondernamen staatsen samen met de Antwerpenaren nog enkele vergeefse aanvallen op de Kouwensteinsedijk in een laatste poging tot ontzet.

### Slag om de Kouwensteinsedijk

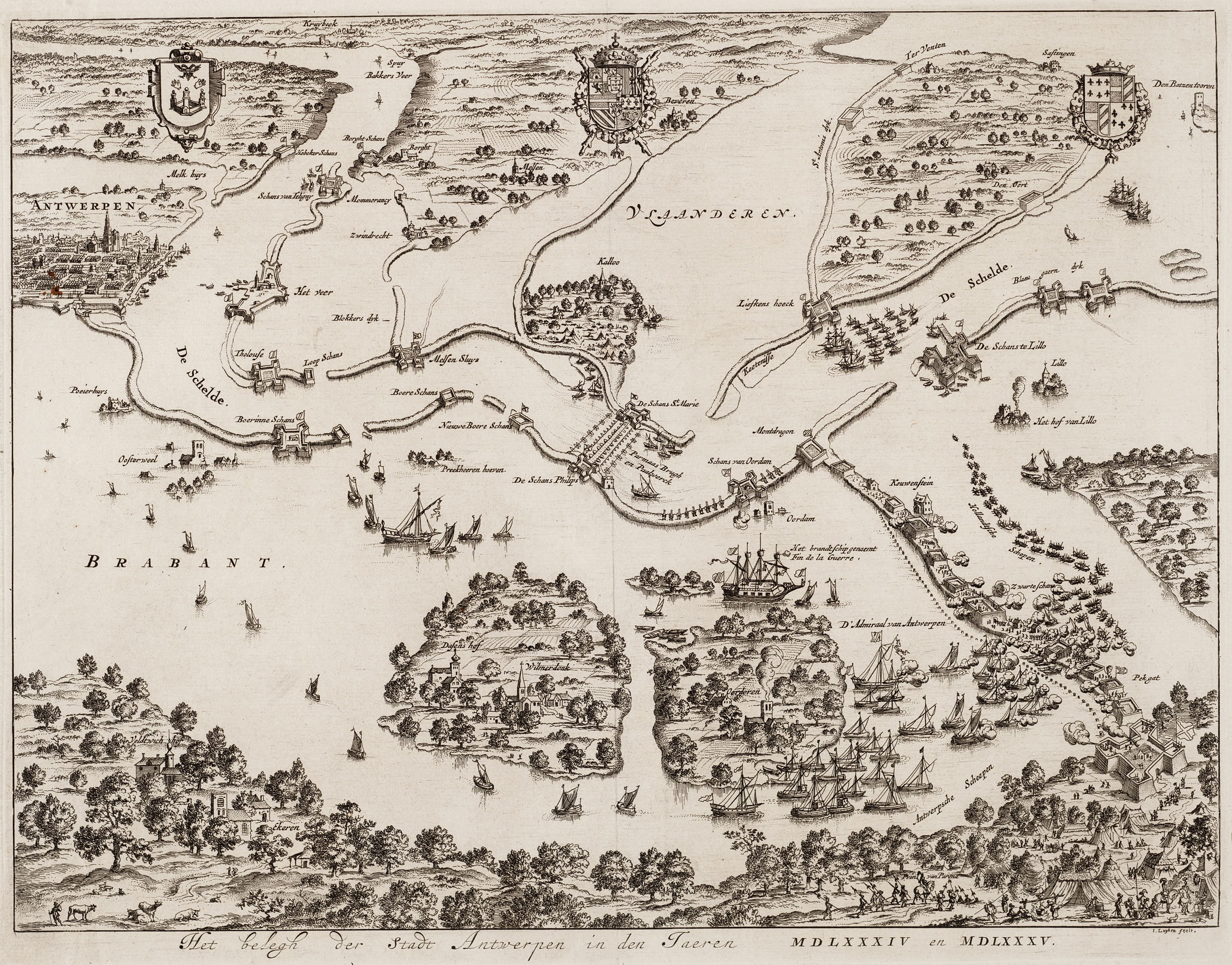
Overzicht met daarop de slag om de Kouwensteinsedijk

Intussen was in Vlissingen door Hohenlohe bepaald om het ontzet van Antwerpen ter hand te nemen. Op 24 december zonden de staatsen honderd schepen met graan om de winter mee door te komen. In januari 1585 waren in Antwerpen vier nieuwe kolonels benoemd om de verwarring die binnen de stad bestond te bezweren. Begin februari zond Parma wederom een brief, waarin hij vermaande, dat zij zich moesten overgeven en een belofte de burgers goed te behandelen. Intussen hadden Parma's werklieden zes maanden onophoudelijk aan de schipbrug gewerkt. Al op 25 februari kon het verkeer over de brug passeren. De brug en de omliggende schansen zou een strijdtoneel worden in mei. De laatste hoop op ontzet was nu gericht op de verovering van de Kouwensteinsedijk. Als de staatsen erin zouden slagen om de Kouwensteinsedijk te veroveren zou Parma's brug zelfs nutteloos zijn. Parma's troepen zouden dan verdrinken, of minstens gedwongen zijn om het beleg op te breken. Zowel de aanslag op Parma's brug als de slag op de Kouwensteinsedijk mislukten.
In Antwerpen waren de verliezen een zware domper geweest. Er waren zelfs opstootjes ontstaan toen in Antwerpen het nieuws bekend raakte over de Spaanse herovering en het herstel van de dijk. Naast de katholieken in de stad, waren het nu ook de calvinisten, die met Parma over vredesonderhandelingen in gesprek wilden gaan. De graanvoorraden waren intussen drastisch geslonken, heel wat burgers, met name de rijken verlieten de stad. Er waren zelfs mensen die het verlies op de dijk als de straf van God zagen. In Holland kwamen reacties en hulp slechts traag op gang, ondanks het felle aandringen van Maurits en zijn Raad van State.

## Onderhandelingen en overgave

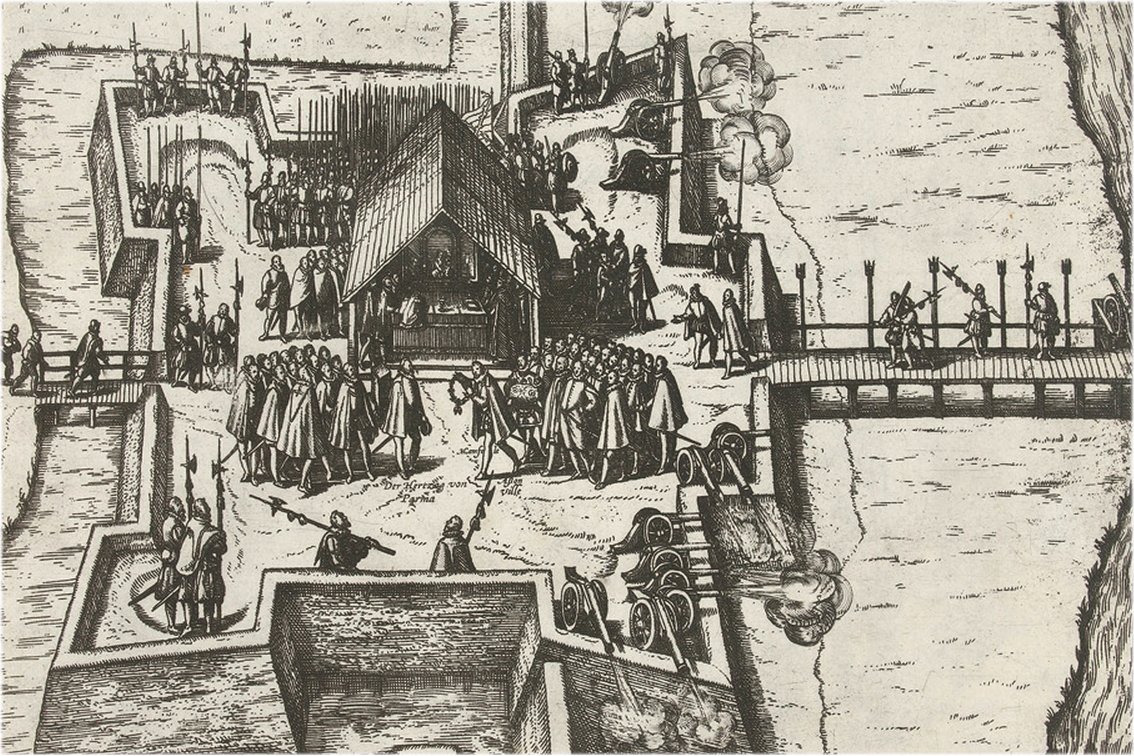
Parma wordt geridderd in de Orde van het Gulden Vlies
(collectie: Rijksmuseum Amsterdam)

Nu eisten vooral de katholieken onderhandelingen met Farnese. Die werden door Marnix gevoerd in het Spaanse hoofdkwartier op de Singelberg in Beveren en op 17 augustus tekende hij de overgave van de stad. De Peis (vrede) werd uitgeroepen op de Grote Markt. De vredesvoorwaarden werden bezegeld in de zogenaamde Acte van Reconciliatie. De burgemeester had bekomen dat tegenstanders van de koning de kans kregen de stad te verlaten. Veel protestantse kooplieden en intellectuelen maakten daar gebruik van en vertrokken naar het Noorden. Er werden in totaal vierentwintig voorwaarden opgesteld, onder andere: het katholieke geloof moest opnieuw ingesteld worden, kerken herbouwd, verdreven katholieke gezinnen en geestelijken moesten weer ontvangen worden. De koning zou de Antwerpenaren voor hun misdaden tegen het Spaanse Rijk vergeven en de ketters toestaan nog vier jaar in de stad te blijven wonen. Als schadevergoeding voor de onkosten van de Spaanse belegering werd vierhonderdduizend gulden in rekening gebracht. Die boete was zo groot dat er een aparte stadskas werd opgericht, de reductiekas, om inkomsten voor de betaling te organiseren. Krijgsgevangenen (van beide partijen) moesten worden vrijgelaten, mits deze niet van tevoren een losgeld hadden bepaald.
Onderhandelaars en ondertekenaars van de overgave van de stad Antwerpen; by auctorisatie ende inden naem vander stadt van Antwerpen:
Philips van Marnix, Willem van Merode, Jan van Schoonhoven, Andries Hessels,
Mattheus van Lannoy, Loys Meganc, Cornelis Pruynen, Philips de Lantmeter,
Adriaen Bardoul, Hans de Weert, Gillis Sautijn, Aert of Arnoult Boudewijns,
Willem van Schooten, Johan Godin, Balthazar de Moucheron, in plaetse van Louis Malepart, Jan Rademaker,
Herman van Dadenborch, Hendrick van Erp, Jan Garijn, Dierck van Os.

### Orde van het Gulden Vlies
Tijdens het stellen van de voorwaarden klonken vanaf Parma's brug en de dijken vreugdeschoten. Parma dacht even dat de Engelsen en Fransen waren gekomen om de staatsen te ontzetten, zijn vermoeide leger zou niet tegen de bijstand van verse troepen opgewassen zijn geweest. Er was een Spaanse vloot genaderd. Parma werd namens de koning in de kapel van de schans Sint-Philips, aan de Brabantse kant van Parma's brug, geridderd in de Orde van het Gulden Vlies, als beloning voor het veroveren van de stad Antwerpen, zodat hij met het sieraad om zijn hals entree kon maken. Na een plechtigheid door de aartsbisschop van Kamerijk, Lodewijk van Berlaymont, bood de graaf van Mansfeld het ereteken aan Parma uit op 11 augustus.

### Parma's intocht

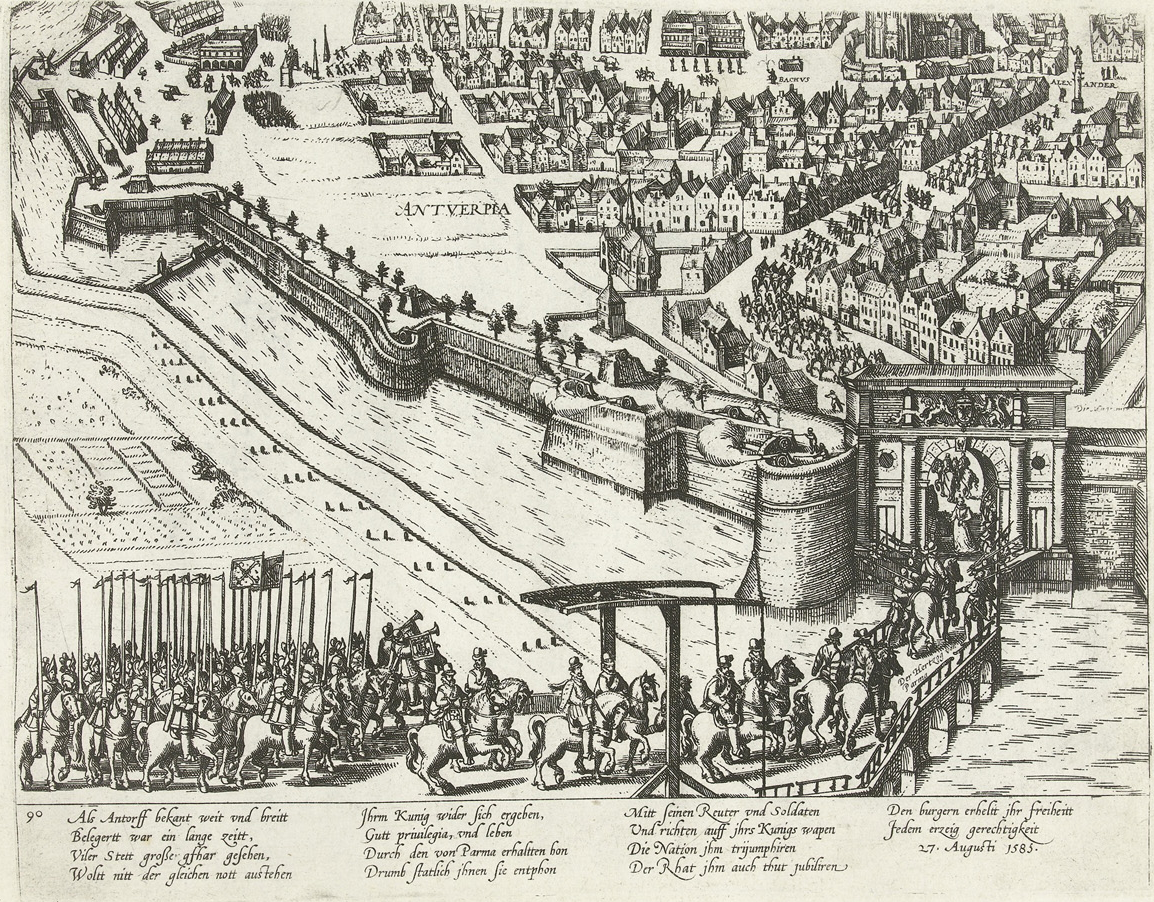
Parma's intocht te Antwerpen
(collectie: Rijksmuseum Amsterdam)

Op 17 augustus werd een overeenkomst tot overgave gesloten, Antwerpen en omgeving werd opengesteld voor de officieren van Parma, zodat deze de stad konden inspecteren om de veiligheid voor Parma's intocht te kunnen garanderen. Parma's officieren werden met vreugde in de stad ontvangen. Parma stelde zijn intocht echter (om onbekende redenen) tien dagen uit. Intussen gingen Antwerpenaren massaal Parma's brug, de haven van Peerle en alle aangelegde Spaanse vestingwerken bezichtigen. De Antwerpenaren prezen de wonderlijkheid van alle werken. Behalve op de Kouwensteinsedijk, daar werd slechts gezucht. De dijk zag er nog steeds vreselijk uit. Doordrenkt van het bloed, rompen van lichamen, verspreide ledematen lagen op de plek waar zo hard werd gevochten in de laatste poging tot ontzet. Stilzwijgend werd het tafereel bezichtigd.
Uitbundiger was Parma's entree op 27 augustus, hij werd feestelijk ontvangen in de stad, waarbij Parma een gouden sleutel ontving. Daarna ging hij naar de kerk voor een eredienst. Parma hield daarna een toespraak en trok toen naar de citadel. De Spanjaarden en Italianen hielden ter ere van Parma een staatsie op Parma's brug. Enkele dagen later ging Parma naar zijn brug om daar in het midden op de brug zijn ontbijt te nuttigen. De brug was versierd met linten en bloemen. Parma gaf na het ontbijt bevel om de brug weer te ontmantelen. Daarmee wordt de volgende dag al begonnen, het hout schenkt Parma aan de werkmeesters Plaet en Baroc.
De val van Antwerpen zou zijn bespoedigd of in de hand gewerkt door een beslissing van de gemeenteraad op een maximumprijs voor het graan. Totdat deze beslissing kwam werd graan gemakkelijk binnen de stad gesmokkeld. Er diende een risicopremie te worden betaald. Door het verbieden van deze risicopremie werden onvoldoende smokkelaars bereid gevonden graan te smokkelen in de stad. Zodoende brak er hongersnood uit, waardoor de weerstand van de bevolking toenam.

## Nasleep
Sommigen beweren dat de Noordelijken te lang gewacht hebben om versterking te sturen, onder andere de Engelse steun die pas in december 1585 in Vlissingen arriveerde. De vloot die op de Schelde klaar lag om Antwerpen te bevrijden, bleef liggen om de nu in Spaans bezit zijnde stad af te sluiten van de overzeese handel. De protestantse inwoners kregen vier jaar de tijd om terug te keren tot de katholieke kerk of anders te vertrekken met medeneming van have en goed. Uiteindelijk bleven slechts 40.000 inwoners in de stad achter en daarmee was de gouden eeuw van Antwerpen als haven- en handelsstad ten einde. Na de val van Antwerpen werden nog verscheidene pogingen ondernomen om de stad te heroveren en het Zuiden opnieuw bij de opstand te betrekken: in 1605, 1620, 1624, 1638 (Slag bij Kallo) en 1646 (zie Beleg van Antwerpen (1646)). Deze waren echter alle onsuccesvol en Antwerpen bleef tot de (katholieke) Zuidelijke Nederlanden behoren. Onder Spaans bestuur kende de stad met de contrareformatie een heropleving via onder meer de schilderkunst van Peter Paul Rubens, Jacob Jordaens, Antoon van Dyck en David Teniers de Jonge. Aldegonde was na de overgave van Antwerpen in ongunst geraakt bij zijn Noord-Nederlandse landgenoten.